# محمود يونس (عالم دين)
محمود يونس (بالاندونيسية:Mahmoed Joenoes) (ولد في 10 فبراير 1899 – وتوفي 16 يناير 1982) كان داعية ومعلم إسلامي إندونيسي. قام بتأليف أكثر من خمسة وسبعين كتابا، بما في ذلك تفسير القرآن الكريم وقاموس عربي - إندونيسي. كتبه استخدمت في المدارس الاسلامية العادية والداخلية. ومن خلال منصبه في وزارة الشؤون الدينية، شجع على إدماج الدروس الدينية في مناهج التعليم الوطني. محمود حصل على الدكتوراه الفخرية في «التربية» (تدريس التنمية الشخصية) من جامعة شريف هداية الله الإسلامية بجاكرتا. وتم تسمية الشارع المؤدي لجامعة الامام بنجول الإسلامية علي إسمه.

## بداية حياته
أتم حفظ القرآن في سن السابعة وبدأ محمود تجربته التدريسية منذ سنوات المراهقة في سوراو (مدرسة إسلامية صغيرة كالكتاتيب) وفي المدرسة التي تخرج منها. انضم إلى جمعية المعلمين الدينيين الإسلاميين
(Persatuan Guru Agama Islam - P.G.A.I). وبما أنه كان يعرف أفكار محمد عبده ورشيد رضا من خلال مجلة المنار، زادت رغبته في الدراسة في مصر. على الرغم من أن عرقلة عدم الحصول على تأشيرة من إنجلترا في عام 1920، تمكن أخيرا عبر بينانغ، ماليزيا من الذهاب إلي القاهرة، مصر في عام 1923.

## حياته العلمية
قبل مصر، قام أولا بالحج في مكة المكرمة. وبعد أداء الحج، ذهب محمود إلى القاهرة، والتحق كطالب في جامعة الأزهر. أمضى سنة واحدة في الحصول على درجة العالمية (أي ما يعادل الماجستير). وبذلك يصبح الإندونيسي الثاني الذي تخرج من الأزهر بعد جنان الطيب. وبعد إذن معلمه في الأزهر، واصل دراسته في دار العلوم (الآن في جامعة القاهرة). وتم قبوله كطالب في فصل المساء. كل التلاميذ كانوا مصريون إلا هو. وأثناء إقامته في دار العلوم، حصل على استثناء من دفع الرسوم الدراسية. تخرج بعد أربع سنوات من دار العلوم وحصل على دبلومه في العلوم التربوية في مايو 1930. كان محمود أول طالب أجنبي يتخرج من دار العلوم. وفي أكتوبر 1930، كان يستعد للعودة إلى إندونيسيا.

## قيادة المدارس الإسلامية
عاد محمود إلى مسقط رأسه في عام 1931، وبدأ التركيز على تحسين نوعية المدارس الدينية. وفي عام 1932 كرس وقته للتدريس في بادانج وفي السنة الأولى، جدد مدرسة Madras في سونغايانغ من خلال تطبيق نظام كلاسيكي كما هو الحال في المدارس الحكومية. حيث قدم تقسيم المدارس المعروفة في اندونيسيا اليوم: مدرسة ابتدية، ثانوية، وعليا. ومع ذلك، اضطرت هذه المدرسة للإغلاق في عام 1933، بعد عام واحد من صدور حكومة الهند الشرقية الهولندية سياسة تقييد المدارس الإسلامية أو المعروف باسم قانون المدارس البرية. في عام 1932، غادر محمود يونس سونغايانغ وكان شغوفاً بأنشطة التدريس. قاد «مدرسة الإسلام السوي» أو «كلية المعلمين الإسلامية» في بادانغ التي أسستها جمعية المعلمين الدينية الإسلامية في 1 أبريل 1931،  هذه المدرسة هي مدرسة متقدمة عالية المستوى التي تهدف إلى تثقيف المعلمين المحتملين. يتم تخرج الطلاب المقبولين في هذه المدرسة لمدة لا تقل عن سبع سنوات. يونس يعلم اللغة العربية، ويدمج المواد الإسلامية في المناهج الدراسية، ويضيف العديد من فروع المعرفة العامة مثل العلوم الطبيعية، والكتب، والصحة. بعض الكتب المستخدمة للتدريس كانت كتاباته الخاصة عندما درس في مصر. كانت تملك كلية المعلمين الإسلامية المختبر الفيزيائي والكيميائي الوحيد في سومطرة الغربية. وقاد كلية المعلمين الإسلامية حتى عام 1938 وعاد لاحقا إلى منصبه في 1942 إلى 1946. وقد أدى نجاحه في تطبيق أساليب جديدة لتدريس المدرسة إلى فتح المدرسة الإسلامية العليا (Sekolah Tinggi Islam) في بادانج. في 1 نوفمبر 1940، كان موثوق به لقيادة المدرسة الإسلامية العليا في بادانج. تم اعتبار المدرسة الإسلامية العليا كأول جامعة إسلامية في إندونيسيا. وفي 9 ديسمبر 1940، افتتحت المدرسة الإسلامية العليا كليات: كلية الشريعة وكلية التربية والعربية. ومع ذلك، عملت المدرسة الإسلامية العليا فقط أقل من عامين. بعد احتلال قوات الاحتلال اليابانية في بادانغ في 1 مارس 1942، تم حظر وإغلاق الكلية من قبل حكومة الاحتلال.
خلال الاحتلال الياباني، عمل محمود لدى الحكومة في معالجة قضايا التربية الإسلامية. وخاض محمود يونس محاولة دمج المواد الإسلامية في المناهج الدراسية للمدارس الحكومية بعد الاستقلال. وقد استقبل الاقتراح مكتب التعليم في سومطرة الغربية، الذي كان يرأسه وقتها سعد الدين جامبك، وتم تطبيقه في 1 أبريل 1946 في جميع أنحاء غرب سومطرة.
في نوفمبر 1946، تم نقله إلى بيماتانغسياتار وعين رئيسا للشعبة الدينية للمكتب الديني في مقاطعة سومطرة. وبعد دخول التعليم الإسلامي في المنهج في مينانغكاباو، اقترح محمود في يناير 1947 بإدراج مواضيع التعليم الديني في المدارس الحكومية التي سيتم سنها في مقاطعة سومطرة. تمت الموافقة على هذا الاقتراح في مارس من نفس العام ومنذ ذلك الحين، دخلت التربية الإسلامية رسميا في المناهج الدراسية للمدارس الحكومية في جميع أنحاء سومطرة. في 20 يناير عام 1951، الدراسات الدينية اعتمدت كجزء من المناهج الوطنية. ثم في 1 يونيو عام 1957، تم تعيين محمود أول مدير لأكاديمية العلوم الدينية (Akademi Dinas Ilmu Agama - A.D.I.A.) (الاسم القديم لجامعة شريف هداية الله الإسلامية بجاكرتا). ومن عام 1967 إلى عام 1970 كان يونس مدير جامعة الامام بنجول الإسلامية.
توفي محمود يونس في 16 يناير 1982 عن عمر يناهز 82.

## قائمة المراجع
- Abdullah، Taufik (2009). Schools and Politics: The Kaum Muda Movement in West Sumatra (1927–1933). Equinox Publishing. ISBN:602-8397-50-4.{{استشهاد بكتاب}}:  صيانة الاستشهاد: ref duplicates default (link)
- Asy، Fauzan (2004). Perkembangan Pendidikan Islam di Nusantara. Angkasa. مؤرشف من الأصل في 2020-03-24.{{استشهاد بكتاب}}:  صيانة الاستشهاد: ref duplicates default (link)
- Hashim, Rosnani (2010). Reclaiming the Conversation: Islamic Intellectual Tradition in the Malay Archipelago (بInggris). The Other Press. ISBN:983-9541-74-9. Archived from the original on 2020-03-24.{{استشهاد بكتاب}}:  صيانة الاستشهاد: ref duplicates default (link) صيانة الاستشهاد: لغة غير مدعومة (link)
- Saydam، Gouzali (2009). 55 Tokoh Indonesia Asal Minangkabau di Pentas Nasional. Bandung: Al Fabeta.{{استشهاد بكتاب}}:  صيانة الاستشهاد: ref duplicates default (link)
- Ibrahim، Amran (2008). Riwayat Hidup H. Ibrahim Dt. Sinaro Sati 1988–1964. Jakarta.{{استشهاد بكتاب}}:  صيانة الاستشهاد: ref duplicates default (link) صيانة الاستشهاد: مكان بدون ناشر (link)
- Kahin، Audrey R. (2005). Dari Pemberontakan ke Integrasi: Sumatera Barat dan Politik Indonesia, 1926–1998. Yayasan Obor Indonesia. ISBN:979-461-519-6.{{استشهاد بكتاب}}:  صيانة الاستشهاد: ref duplicates default (link)
- Mohammad، Herry (2006). Tokoh-Tokoh Islam yang Berpengaruh Abad 20. Gema Insani. ISBN:979-560-219-5. مؤرشف من الأصل في 2020-03-24.{{استشهاد بكتاب}}:  صيانة الاستشهاد: ref duplicates default (link)
- Nata، Abuddin (2005). Tokoh-tokoh Pembaruan Pendidikan Islam di Indonesia. Raja Grafindo Persada. ISBN:979-3654-58-9. مؤرشف من الأصل في 2020-03-24.{{استشهاد بكتاب}}:  صيانة الاستشهاد: ref duplicates default (link)
- Nata، Abuddin؛ Nasuhi، Hamid (2002). Membangun Pusat Keunggulan Studi Islam. Jakarta: IAIN Jakarta Press. ISBN:979-95829-3-8. مؤرشف من الأصل في 2020-03-24.{{استشهاد بكتاب}}:  صيانة الاستشهاد: ref duplicates default (link)
- Ramayulis؛ Nizar، Samsul (2005). Ensiklopedi Tokoh Pendidikan Islam. Quantum Teaching. ISBN:979-97811-7-5. مؤرشف من الأصل في 2020-03-24.
- Yunus، Mahmud (1977). Pengembangan Pendidikan Islam di Indonesia. Jakarta: Hidakarya Agung. مؤرشف من الأصل في 2020-03-24.{{استشهاد بكتاب}}:  صيانة الاستشهاد: ref duplicates default (link)
- Yunus، Mahmud (يناير 1982). Riwayat Hidup Prof. Dr. H. Mahmud Yunus, 10 Februari 1899–16. Hidakarya Agung. مؤرشف من الأصل في 2017-02-21.{{استشهاد بكتاب}}:  صيانة الاستشهاد: ref duplicates default (link)
- Yunus، Mahmud (1979). Sejarah Pendidikan Islam di Indonesia. Jakarta: Mutiara Sumber Widya.{{استشهاد بكتاب}}:  صيانة الاستشهاد: ref duplicates default (link)

## وصلات خارجية
- محمود يونس نسخة محفوظة 20 ديسمبر 2016 على موقع واي باك مشين. في إدارة التعليم الإسلامي